# Het Verschil
Het Verschil is een Nederlandse theatervoorstelling die werd uitgevoerd van januari tot en met juni 2007. Het concept was van Ruut Weissman, tevens regisseur van de voorstelling.
Deze muzikale vertelling is gesitueerd in het zuiden van Spanje achter de Andalusische heuvels, in een land waar ooit meer dan één God woonde. Het is een theatrale mengvorm van toneel, liedkunst en stand-upcomedy.
Spel en zang: Jenny Arean, Wende Snijders, Ali Çifteci, Jan Jaap van der Wal of Raoul Heertje en Manoushka Zeegelaar-Breeveld.
- idee, concept en regie: Ruut Weissman
- toneeltekst: Rob de Graaf
- liedteksten: Jurrian van Dongen, met bijdragen van Ivo de Wijs en George Groot
- muziek: Rutger Laan
- producent: Brigitte van Gool

Uit de voorstelling is ook een cd voortgekomen: De Liedjes uit Het Verschil, uitgevoerd door Jenny Arean en Wende Snijders.